# Vlaamse Gemeenschap
De Vlaamse Gemeenschap is de grootste van de drie gemeenschappen in België. Ze heeft Brussel als hoofdstad.

## Betekenissen
Het begrip Vlaamse Gemeenschap, vroeger (voor ± 1980) ook Nederlandse Gemeenschap genoemd, heeft twee onderscheiden, maar nauw verwante betekenissen:
1. maatschappelijk (sociaal, politiek, cultureel, ...) is het de groep of gemeenschap van de Vlamingen; die bestaat uit de inwoners van het Vlaams Gewest en de inwoners van het Brussels Hoofdstedelijk Gewest die Nederlandssprekend zijn en/of die zich als Vlaming beschouwen; in deze betekenis spreken sommigen ook van de 'Vlaamse natie' zoals men kan spreken van de Schotse, Baskische of Catalaanse natie.
2. institutioneel is het een van de deelstatelijke instellingen in België, met gemeenschapsbevoegdheden in het Nederlandse taalgebied en het tweetalige gebied Brussel-Hoofdstad. De Vlaamse Gemeenschap is de grootste gemeenschap van het land qua inwoners.

## Geschiedenis
Vlaanderen besliste in 1980 om de Vlaamse Gemeenschap en het Vlaams Gewest samen te voegen. Juridisch was het de raad van het Vlaamse Gewest die al zijn bevoegdheden unaniem overdroeg aan de Vlaamse Gemeenschap. Vlaanderen heeft daardoor nu één Vlaams Parlement en één Vlaamse Regering. Hierdoor bleven de gemeenschapsbevoegdheden (zoals onderwijs, cultuur, taal en welzijn) bij de bevoegde ministers van de Vlaamse deelregering en werden de bevoegdheden van het Vlaams Gewest aan de Vlaamse Gemeenschap overgedragen.
Strikt juridisch gesproken geldt die gemeenschapsbevoegdheid in Brussel enkel voor Vlaamse instellingen, en niet rechtstreeks voor Vlamingen. De reden daarvoor is de terughoudendheid van sommige Vlamingen en de weigering van de Franstaligen om in Brussel een subnationaliteit of een gemeenschapskeuze in te stellen: een sluitend administratief-rechterlijk statuut met behulp waarvan op eenduidige wijze bepaald had kunnen worden wie in Brussel Vlaming is en wie niet, wie er dus mag stemmen voor de Vlaamse bestuursraden en wie niet, en ook: wie er de lasten van de lokale instellingen van de eigen gemeenschap moet dragen.

## Structuur
De Vlaamse Gemeenschap is opgedeeld in 5 provincies, 23 administratieve arrondissementen (waarvan 1 Brussels), 36 provinciedistricten (waarvan 1 Brussels), 111 kantons (waarvan 8 Brusselse) en 319 gemeenten (waarvan 19 Brusselse).
| Vlaamse Gemeenschap | Vlaamse Gemeenschap | Supranationaal         | Nationaal              | Nationaal                                                                                 | Gemeenschap | Gewest                                                                                    | Provincie                                                                                 | Arrondissement  | Provinciedistrict | Kanton          | Gemeente        | District         |
| ------------------- | ------------------- | ---------------------- | ---------------------- | ----------------------------------------------------------------------------------------- | --- | ----------------------------------------------------------------------------------------- | ----------------------------------------------------------------------------------------- | --------------- | ----------------- | --------------- | --------------- | ---------------- |
| Administratief      | Niveau              | Europese Unie          | België                 | België                                                                                    | Vlaanderen | Vlaanderen                                                                                | Antwerpen Limburg Oost-Vlaanderen West-Vlaanderen Vlaams-Brabant                          | 23              | 23                | 23              | 319             | 9                |
| Administratief      | Niveau              | Europese Unie          | België                 | België                                                                                    | Vlaamse Gemeenschap                                                                                                   | Vlaams Gewest Brussels Hoofdstedelijk Gewest                                              | Antwerpen Limburg Oost-Vlaanderen West-Vlaanderen Vlaams-Brabant                          | 23              | 23                | 23              | 319             | 9                |
| Administratief      | Bestuur             | Europese Commissie     | Belgische regering     | Belgische regering                                                                        | Vlaamse regering --- College v.d. Vlaamse Gemeenschapscommissie College v.d. Gemeenschappelijke Gemeenschapscommissie | Vlaamse regering Brusselse Hoofdstedelijke Regering                                       | Deputatie                                                                                 | Deputatie       | Deputatie         | Deputatie       | Gemeentebestuur | Districtscollege |
| Administratief      | Raad                | Europees Parlement     | Senaat                 | Kamer van volksvertegenwoordigers                                                         | Vlaams Parlement --- Raad v.d. Vlaamse Gemeenschapscommissie Raad v.d. Gemeenschappelijke Gemeenschapscommissie       | Vlaams Parlement Brussels Hoofdstedelijk Parlement                                        | Provincieraad                                                                             | Provincieraad   | Provincieraad     | Provincieraad   | Gemeenteraad    | Districtsraad    |
| Kiesomschrijving    | Kiesomschrijving    | Nederlands Kiescollege | Nederlands Kiescollege | Antwerpen, Limburg, Vlaams-Brabant, Oost-Vlaanderen, West-Vlaanderen en Brussel-Hoofdstad | Antwerpen, Limburg, Vlaams-Brabant, Oost-Vlaanderen, West-Vlaanderen en Brussel-Hoofdstad                             | Antwerpen, Limburg, Vlaams-Brabant, Oost-Vlaanderen, West-Vlaanderen en Brussel-Hoofdstad | Antwerpen, Limburg, Vlaams-Brabant, Oost-Vlaanderen, West-Vlaanderen en Brussel-Hoofdstad | 13              | 36                | 111             | 319             | 9                |
| Verkiezing          | Verkiezing          | Europese               | Federale               | Federale                                                                                  | Vlaamse Brusselse | Vlaamse Brusselse                                                                         | Provincieraads-                                                                           | Provincieraads- | Provincieraads-   | Provincieraads- | Gemeenteraads-  | Districtsraads-  |

## Bevoegdheden

### Nederlands, officiële taal in Vlaanderen
De officiële taal in het Nederlands taalgebied, dat overeenkomt met het Vlaams Gewest, in bestuur, administratie en onderwijs is het Nederlands. Het geniet als enige taal deze status in alle gemeenten; in het Brussels Hoofdstedelijk Gewest en in de federale administratie wordt die status gedeeld met het Frans. De taalfaciliteiten in sommige Vlaamse gemeenten aan de grens met het Waalse en Brusselse gewest geven beperkte ruimte voor gebruik van het Frans in lokale openbare diensten.
Sommige Vlamingen gebruiken, vooral in de omgangstaal, vaak de term 'Vlaams' in plaats van Nederlands om naar de eigen moedertaal te verwijzen. Er bestaat echter geen 'Vlaams' in de zin van een gestandaardiseerde spreek- of schrijftaal. De Vlaamse dialecten worden nergens op school onderwezen, maar worden van generatie op generatie thuis en in de omgang doorgegeven.
De taalvarianten die de Brusselaars spreken lopen zeer sterk uiteen door de grote en voortdurende in- en uitstroom van Vlamingen. Jonge Vlamingen komen zich in Brussel vestigen; anderen trekken eruit weg. De oorspronkelijke Brusselaars, de 'Ketjes', spreken een Brabants dialect dat echter sterk achteruitgegaan is door de verfransing van Brussel. Het Brussels kenmerkt zich taalkundig door een Nederlandse grammatica, woordenschat en uitspraak, en kent sterke Franse invloeden. Daarnaast kent zowat elke (deel)gemeente een eigen dialect.
Op 26 april 2006 heeft het Vlaams Parlement de Vlaamse Gebarentaal erkend als taal in Vlaanderen. Deze "erkenning houdt in dat de Vlaamse overheid de Vlaamse Gebarentaal erkent als de volwaardige taal van de Dovengemeenschap in Vlaanderen. Die erkenning omvat hierbij de drie betekenissen van het woord: (1) de Vlaamse overheid bevestigt de juistheid van het feit dat de Vlaamse Gebarentaal de taal is van de Dovengemeenschap in Vlaanderen, (2) de Vlaamse overheid aanvaardt het bestaan van die taal ook op juridisch vlak en behandelt ze als dusdanig en (3) de Vlaamse overheid uit haar waardering voor deze taal."

### Media
De Vlaamse Radio- en Televisieomroeporganisatie is de openbare omroep voor Vlamingen. Sinds 2 decennia concurreert die met de commerciële televisieomroep (VTM) en recentelijk met enkele andere private televisiezenders en met tientallen lokale radio's.
De gedrukte pers wordt gedomineerd door enkele nationale dagbladen die in heel Vlaanderen gelezen worden en een (kleiner) aantal regionale dagbladen. De Tijd (voornamelijk gericht op economie, veeleer centrumrechts gezind), De Standaard (van voormalige christelijke en Vlaamse signatuur) en De Morgen (voormalige socialistische partijkrant) profileren zichzelf als zogenaamde kwaliteitskranten. In Antwerpen (Gazet van Antwerpen) en Limburg (Het Belang van Limburg) is de regionale krant een stuk populairder dan in de andere provincies. Het Nieuwsblad en Het Laatste Nieuws zijn populaire kranten die door een brede laag van de bevolking gelezen worden.

### Cultuur
Een derde bevoegdheid van de Vlaamse gemeenschap is cultuur. De Vlaamse regering reikt project- en werkingssubsidies uit aan culturele organisaties op basis van hun beleidsplan. Zeven cultuurinstellingen zijn officieel erkend als Instelling van de Vlaamse Gemeenschap:
- Ancienne Belgique
- Concertgebouw Brugge
- Antwerp Symphony Orchestra
- deSingel
- Kunstencentrum VIERNULVIER
- Kunsthuis (Opera Ballet Vlaanderen)
- Vlaams omroeporkest en kamerkoor (Brussels Philharmonic en Vlaames Radio Koor)

### Sport
Een vierde bevoegdheid van de Vlaamse Gemeenschap is sport. Sport Vlaanderen is verantwoordelijk voor het sportbeleid in de Vlaamse Gemeenschap.

## Volkslied

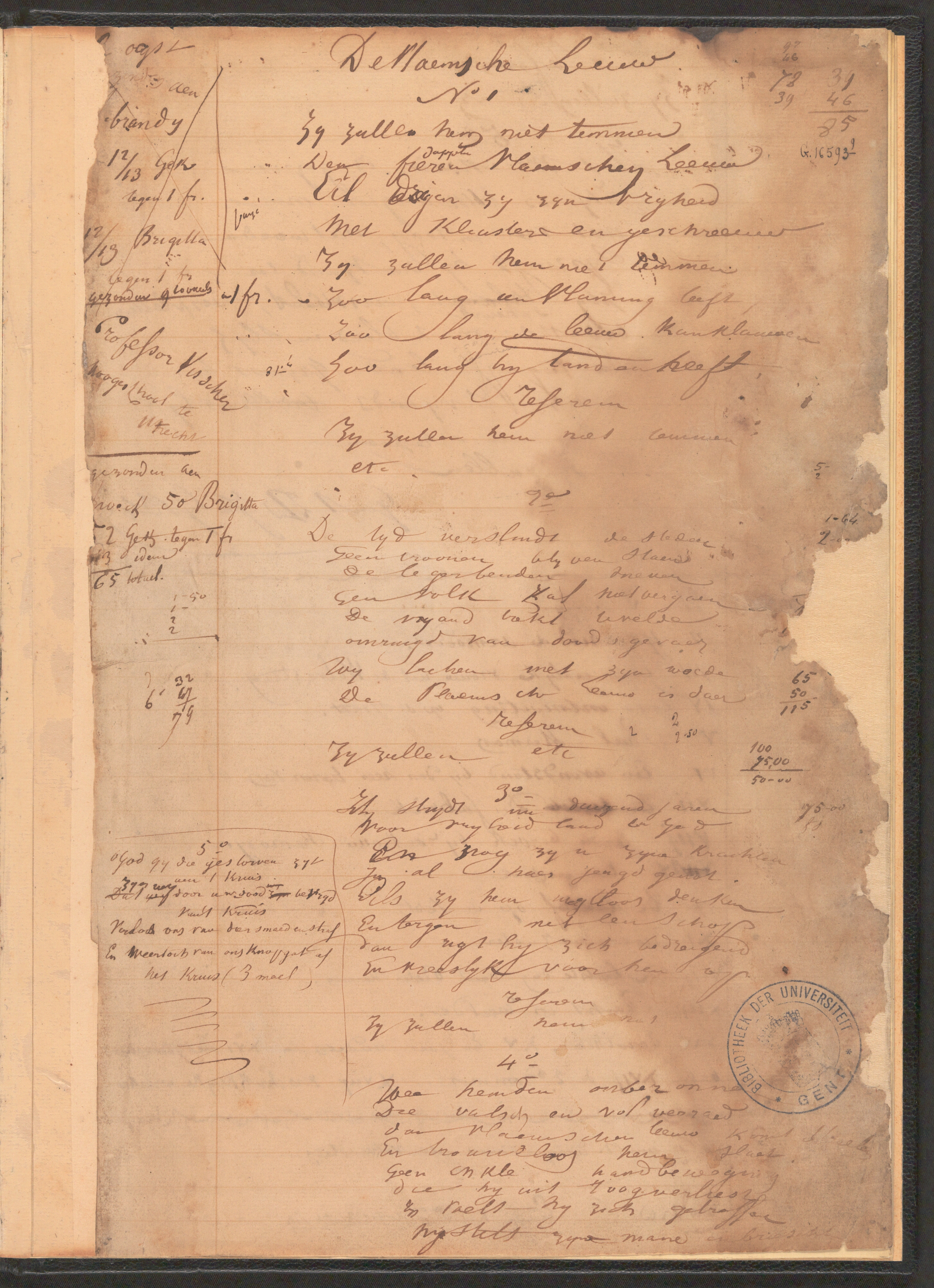
Het Vlaamse volkslied, De Vlaemsche leeuw. Geschreven door Hippoliet Van Peene. Gepubliceerd op 22 juli 1845. Origineel handschrift.

Het Vlaamse Nationale lied ontstond op 22 juli 1847 te Gent in de toneelkring Broedermin & Taelyver. Het werd gedicht door Hippoliet van Peene en op muziek gezet door Karel Miry. Het lied werd voor het eerst gedrukt in het Gentsch Vosken van 7 november 1847 en overgenomen in 1848 in een aantal bladen toen na de februari-opstand van Parijs het nationaal besef aangroeide door het gevaar van een Franse inval. Het lied viel in de smaak, omdat het als tekst en melodie een ideaal strijdlied was. De waarde van het lied ligt in zijn vermogen de herinnering aan verloren grootheid weer levend te maken. De aanzet voor deze gedachte was Hendrik Consciences Leeuw van Vlaanderen van 1838. Het lied brak door en verwierf de status van officieel lied, naarmate het nationaal bewustzijn een ruimere uitdrukking kreeg. Daarbovenop steunde het de geestdrift van de Vlaamse ontvoogdingsgedachte.